# Джамаа-эль-Фна
Площадь Джамаа-эль-Фна — самая большая площадь в городе Марракеш, Марокко, одна из главных достопримечательностей города.
С 2001 года площадь вместе со всем историческим центром Марракеша была включена в список всемирного наследия ЮНЕСКО. В 2001 году «культурное пространство» площади было объявлено шедевром устного и нематериального наследия человечества в 2008 году и включено в список нематериального культурного наследия ЮНЕСКО.
История возникновения площади неизвестна. Происхождение названия также неизвестно — считается, что оно означает «квадрат без мечети» или «собрание мертвецов», поскольку использовалось для торговли рабами и казней, что имело место здесь до XIX века.
На площади каждый вечер устраивается огромный базар с уличными ресторанами. Вокруг них собираются жонглёры, сказители, рассказывающие берберские легенды и сказки, барабанщики, музыканты гнава, заклинатели змей, люди, утверждающие, что являются целителями или стоматологами.
Выступления различных уличных артистов обычно длятся здесь до полуночи и пользуются огромной популярностью среди туристов.
Площадь Джамаа-эль-Фна стала популярна за пределами страны у представителей движения хиппи — в 1970-х годах его члены часто отправлялись в Марокко, привлекаемые кифемом — местной марихуаной, которая продавалась свободно, а также в поисках экзотических ощущений.
28 апреля 2011 года на территории популярного ресторана площади «Аргана» произошёл террористический акт. Проникший в ресторан под видом туриста террорист оставил в ресторане гитару, наполненную взрывчаткой, которую затем взорвал дистанционно. В результате теракта погибли 17 человек и был ранен 21. Связанный с Аль-Каидой террорист был приговорён к смертной казни.